# Élections municipales slovaques de 2022
Les élections municipales slovaques de 2022 se déroulent le 29 octobre 2022 afin de renouveler pour quatre ans les conseils municipaux de Slovaquie. Pour la première fois, les élections régionales ont lieu simultanément,.